# Moenkemeyera termitarum
Moenkemeyera termitarum là một loài Rêu trong họ Fissidentaceae. Loài này được Herzog mô tả khoa học đầu tiên năm 1909.